# Jeromesville (Ohio)
Pour les articles homonymes, voir Jeromesville.
Jeromesville est un village américain situé dans le comté d'Ashland, dans l'Ohio. Selon le recensement de 2020, sa population est de 531 habitants.